# Horologenland
Horologenland ist eine vom Uhrmacherhandwerk abgeleitete Bezeichnung für das nördliche Waldviertel rund um Karlstein. Was als Nebenerwerb für lange Winterabende begann, gab bald der Region Karlstein an der Deutschen Thaya im Waldviertel mit der gleichnamigen Burg einen ungewöhnlichen Namen: Das „Horologenland“.
1759 wurde in den Kirchenbüchern erstmals ein „Horologe“, also ein Uhrmacher, genannt.
Langsam, aber sicher entwickelte sich aus dem Nebenerwerb ein eigenes Gewerbe mit steigenden Stückzahlen. 1830 produzierten etwa 280 Menschen bereits eine Stückzahl von rund 130.000 Uhren. Eine Uhr aus Karlstein zu besitzen galt als Luxus.
Wanderhändler verkauften die Uhren aus dem Waldviertel über die ganze Monarchie. Doch bald waren die zahlungskräftigen Kunden ausreichend mit Zeitmessern versorgt und in der kleinen Uhrenindustrie gab es die erste Krise, worauf 1873 die Uhrenfachschule gegründet wurde, aus der bald die „k. u. k. Fachschule für Uhrenindustrie“ wurde, die von Uhrmachern aus nah und fern eifrig besucht wurde.
In der Region Karlstein werden schon lange keine Uhren für die Zeitmessung hergestellt. An ihre Stelle sind Betriebe getreten, die Messuhren für andere Zwecke oder ähnliche feinmechanische Produkte herstellen.
Die Schule ist geblieben, ihr Lehrangebot wurde erweitert:
- HTL für Mechatronik
- Fachschule für Mikroelektronik
- Fachschule für Uhrmacher
- Berufsschule für Uhrmacher

Mittlerweile ist sie die einzige Fach-  und Bundesberufsschule für ein nach wie vor gefragtes Handwerk in ganz Österreich.